# Aloe teissieri
Aloe teissieri är en grästrädsväxtart som beskrevs av John Jacob Lavranos. Aloe teissieri ingår i släktet Aloe och familjen grästrädsväxter.
Artens utbredningsområde är Madagaskar. Inga underarter finns listade i Catalogue of Life.